# Голубовка (Боровский район)
Голубовка (укр. Голубівка), село,
Гороховатский сельский совет,
Боровский район,
Харьковская область, Украина.
Код КОАТУУ — 6321081503. Население по переписи 2001 г. составляет 32 (14/18 м/ж) человека.

## Географическое положение
Село Голубовка находится в 7-и км от села Гороховатка.

## История
- 1690 — дата основания.

## Достопримечательности
- Братская могила советских воинов.